# Little Crayfish River
Little Crayfish River är ett vattendrag i Grenada.   Det ligger i parishen Saint Mark, i den norra delen av landet, 17 km norr om huvudstaden Saint George's. Little Crayfish River ligger på ön Grenada.